# 49 (getal)
49 is het natuurlijke getal volgend op 48 en voorafgaand aan 50.

## In de wiskunde
Negenenveertig is een kwadraat, een gecentreerd octagonaal getal, een getal uit de rij van Padovan en een Somer pseudopriemgetal gebaseerd op 8.
De som van de cijfers van het kwadraat van 49 (2401) is de wortel uit 49.
49 is het eerste kwadraat waarvan de cijfers kwadraten zijn.

## In natuurwetenschap
49 is
- Het atoomnummer van het scheikundig element indium (In).

## In het Nederlands
Negenenveertig is een hoofdtelwoord.

## Overig
Negenenveertig is ook:
- De tijd tussen Jubeljaren zoals verordonneerd in de Bijbel.
- Het aantal snaren van een harp en het aantal toetsen op een celesta.
- Het landnummer voor internationale telefoongesprekken naar Duitsland.
- De jaren A.D. die eindigen op 49.
- Een 49er.